# وثيقة تاريخية

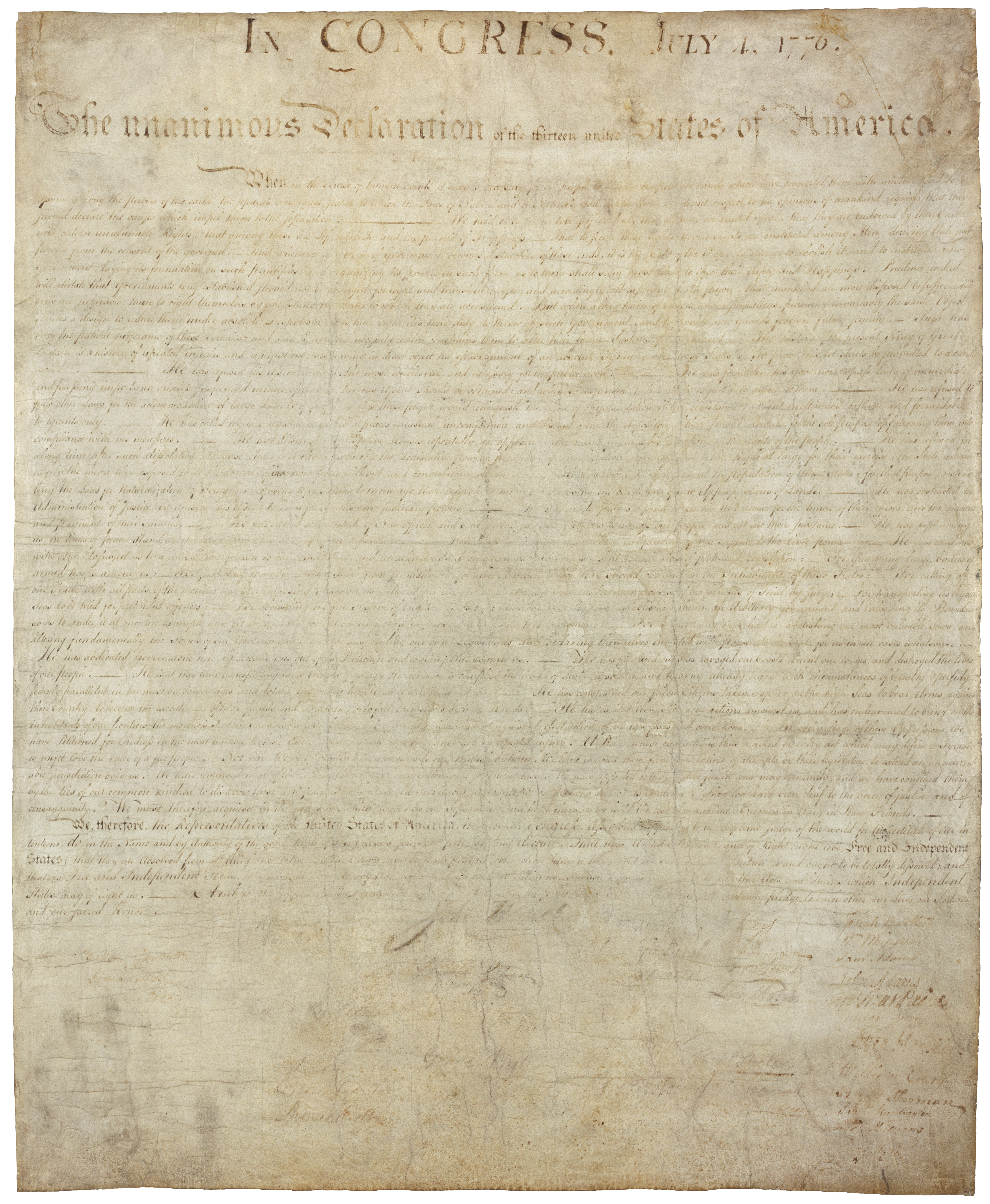

الوثيقة التاريخية هي أي ورقة تتضمن معلومات مباشرة أوغير مباشرة خطّت باليد، أو طبعت بالآلة الكاتبة، أو بالحاسب الآلي، مضى على ظهورها الأول ثلاثون عاماً أو أكثر، وسواء خُطت أو طبعت على البردى أو على الورق أو نقشت على معدن.
او نقول ايضا انها عبارة عن مستندات معاصرة للتاريخ المراد دراسته او الكتابة عنه وهي كل مايعتمد عليه في بناء المعارف التاريخية تتضمن حقائق تتزامن مع الاحداث المراد دراستها وهي نوعان وثائق مكتوبة ووثائق صامتة 

## أنواعــها
يكرر المؤرخون والمشتغلون على الوثائق التاريخية توضيحا للعامة بأن الوثائق التاريخية ليس المقصود بها الوثائق السياسية فقط، بل إن هناك وثائق بالأهمية نفسها لمجالات الحياة المختلفة سواء الاجتماعية أو الثقافية أو الاقتصادية وغيرها، ويقسمونها بصفة عامة إلى قسمين، هما:

### الوثائق الأرشيفية
وهي تجمل في: " مجموعة الأوراق والسجلات (المطبوعة أوغير المطبوعة) الناتجة عن الأعمال اليومية في الدوائرالحكومية (مرسوم، قرار، تعميم، توجيه، قانون، نظام، لائحة، اتفاقية، عقود، وما شابهها) والمؤسسات العامة والخاصة، أو الأفراد، التي تقرر حفظها لأهميتها السياسية، أو القانونية، أو الإدارية، أو الثقافية، أوالاقتصادية، أوغيرها.
ويعرّفها السير هلري جنكنسون بأنها: " الوثائق التي أنشئت أثناء تأدية أي عمل من أي نوع وكانت جزءاً من هذا العمل " ويرى أنها قد تكون ورقة أو صورة فوتوغرافية، أو قد تكون خريطة ما، ولا تقتصر على الأعمال الحكومية بل قد تكون وثائق لجمعيات أو لأشخاص أو لهيئات غير حكومية ".
وبالتالي فإن هذا النوع من الوثائق يطلق على الوثائق المكتوبة الرسمية، وشبه الرسمية، وتحتوي على مايسمى العمل النظامي للجهات الحكومية أو شبه الحكومية؛ كقرار، أو تعميم، أو إلغاء لائحة أو نظام للعمل، أو إحداث نظام جديد أو خطاب، أو توجيه عام، وغيرها مما يحفل به العمل الحكومي اليومي، أو تحديد واقعة معينة مثل: الزواج، والبيع، والميلاد، والوفاة، وصكوك الملكية، ووصايا الميراث، وبيع وشراء، وغيرها. وتنقسم إلى عدة أنواع ومن حيث عدد من الاعتبارات، أبرزها:
- من حيث القيمة: هناك وثائق أولية، وثائق ثانوية.
- من حيث الصحة: وثائق رسمية (لا يمكن الشك فيها) وثائق غير رسمية (صدرت من جهات غير رسمية فلابد من التحقق منها).
- من حيث المصدر: الوثائق العامة (تصدر من مؤسسات الدولة أو جهات خاصة بشرط أن تكون مصدقة منها ومعترف بها) والوثائق الخاصة (صدرت من مؤسسات وجهات غير حكومية وغير مصدقة رسمياً).

### الوثائق الدبلوماسية
هي الوثائق التي تكتنفها الشكوك ويثار حول صحتها الجدل والاعتراضات، ويعود لها الفضل في سبب تأسيس علم الدبلوماتيك (علم تحقيق الوثائق)، وهو العلم الذي يتحقق من صحة الوثيقة وعدم تعرضها للتدليس من خلال العنصرين المكونين للوثيقة، وهما:
- الشكل: ويتم عن طريق تمحيص ودراسة المكون المادي للوثيقة، ويشمل: وعاءها، ونوعية الخط والحبر، والتوقيعات، والأختام، كما يشمل البسملة، والتعريف بالفاعل القانوني، والمخاطب، والتحية، والتاريخ، والأرقام الواردة، والدعاء الختامي.حقائق
- المحتوى: ويتم هذا عن طريق تفحص لغة الوثيقة، وصياغتها، وما تحتويه من وقائع و، بالمقارنة والمقاربة بينها وبين وثائق أخرى مجايلة لها.

## أهمية الوثائق
يقال (لا تاريخ بدون وثائق)، بل يذهب أحد الوثائقيين الأوروبيين وهو «بوستر» إلى القول بأن البحث عن الوثائق والعناية بها بالحفظ والصيانة الدورية مرتبط ارتباطاً وثيقاً ب (الحس الوطني)، فالوثائق إحدى المصادر التاريخية المهمة لأي مجتمع أو لأي جزء منه، وتزداد أهمية الوثيقة التاريخية إذا ما إندرجت ضمن مجموعة من الوثائق وفق موضوع واحد، أومرحلة تاريخية، أومجال محدد، أو حسب وجهة وفكرة البحث العلمي في شأن ما؛ مثل وثائق تاريخ تطور القضاء في تجمع بشري ما في فترة زمنية ما، وهي وعاء معلوماتي تزودنا بمعلومات دقيقة وواضحة عن جوانب متعددة، أهمها:
- التاريخ السياسي والاجتماعي والاقتصادي والثقافي والديني لمجتمع ما بعيدٌ عن متناول المعاينة والمشاهدة؛ لاندثاره؛ أو لتطوره الجذري الكبير.
- الأعلام من الجنسين في مختلف المجالات.
- القوانين والأعراف والتقاليد والعادات لمجتمع معين في الماضي، أو لمجتمعات اندثرت.
- تاريخ الأماكن والمواقع البرية والبحرية في حيز جغرافي محدد، وأحداثها وعمارتها، وأخبارها، وثقافتها المعمارية.
- تطورأعمال الكتابة نفسها، وأدواتها، وأساليبها، والأهم أوعيتها.[3]

## المخطوطة والوثيقة
يفرّق بين المخطوطة / المخطوط والوثيقة بأن المخطوطة تكون بخط اليد فقط، فتعرف بأنها: «النسخة الأصلية التي كتبها المؤلف بخط يده، أو سمح بكتابتها أو أقرّها، أو ما نسخه الوراقون بعد ذلك في نسخ أخرى منقولة عن الأصل أو عن نسخ للأصل» كما أن المخطوط يتكون من عدد من الأوراق المرتبطة مع بعض ويضمهما غلافان بعنوان، وفي موضوع واحد، مثل مخطوط عن الخيل، أو عن علم الفلك، أومذكرات شخصية وما شابهها.